# Prunus debilis
Prunus debilis — вид квіткових рослин з родини трояндових (Rosaceae). Ареал охоплює такі країни: Болівія, Колумбія, Еквадор, Перу.